# Мережа гостинності
«Мережа гостинності» (англ. Hospitality network),  — спільнота людей, що пропонують погостювати у себе вдома іншим членам цієї спільноти. Як правило, мова йде про зупинку на кілька днів. Домовляються про приїзд найчастіше через спеціалізовані сайти. Крім універсальних мереж, існують мережі, орієнтовані на конкретні групи людей: велосипедистів, есперантистів, тощо
Щоб скористатися послугами мережі, необхідно зареєструватися (зазвичай на сайті) і по можливості повно і цікаво заповнити анкету, яку зможуть побачити інші учасники. Після цього стає доступним пошук людей, у яких можна зупинитися (місце, де можна зупинитися, називають «вписка»), форум та ін

## Принцип роботи
Щоб домовитися про «вписки», потрібно написати лист людині, у якої можна зупинитися. У листі повідомляються дати приїзду/від'їзду, мета подорожі, плани, захоплення і все інше, що може зацікавити співрозмовника. Часто при пошуку «вписки» розсилають листи одразу кільком учасникам, так як у відповідному листі може бути відмова (господар може бути зайнятий в ці дні, перебувати в іншому місті, він може вже домовитися з іншими мандрівниками про те, що вони приїдуть до нього в зазначені дні, та й просто може захотіти відпочити без гостей). Так само через листи обмінюються телефонами і/або домовляються про зустріч. Домовлятися про «вписки» краще заздалегідь, хоча деякі учасники готові прийняти гостя і буквально через кілька годин після того, як домовилися на сайті.
Як правило, на таких сайтах є можливість написати відгук про іншого учасника. У відгуку коротко описується, як і де зустрілися з учасником, ніж він зацікавив, чи були негативні моменти, загальне враження від спілкування.
Члени такої спільноти повинні шанобливо ставитися один до одного, рахуватися з звичками і традиціями один одного, адже часто таким чином зустрічаються представники різних культур.
Гроші за проживання не беруться, але, за домовленістю з господарем, від гостя може знадобитися купувати собі їжу, мити за собою посуд тощо.
Через такі мережі можна не тільки знайти де зупинитися, а й домовитися з місцевими жителями про зустріч. Таким чином, навіть ті, хто не може приймати гостей, теж можуть брати участь в обміні гостинністю: вони можуть зустрічатися з мандрівниками, розповідати їм про місто, показувати цікаві місця.
Багато членів таких мереж подорожують автостопом.

## Історія
Вперше ідея обміну гостинністю була реалізована у відкритій в 1949 році міжнародній некомерційній службі Servas Open Doors, місія якої формулювалася як «мир у всьому світі». Вже на наступний рік з'явилася служба «Intervac», пріоритетом якої були дешеві подорожі. З поширенням Інтернету кількість і різноманітність таких мереж різко збільшилася.

## Переваги
В порівнянні з проживанням у готелях обмін гостинністю має ряд переваг:
- Дозволяє економити на житло.
- Можливість познайомитися з побутом місцевих жителів «зсередини».
- Можливість зустріти цікавих людей, однодумців. Більшість таких мереж інтернаціональні, подорожі через них дають хорошу практику у вивченні іноземних мов.
- Місцеві члени такої мережі можуть допомогти гостю зорієнтуватися в місті, зустріти/провести його, допомогти при виникненні непередбачених обставин.

## Недоліки
До недоліків такого способу подорожей можна віднести:
- Необхідність погоджувати свій розклад з приймаючою стороною. Нерідко буває так, що господар працює і гостю доводиться виходити з дому рано вранці і повертатися тільки ввечері після закінчення робочого дня.
- Найчастіше потрібно обумовлювати свій приїзд заздалегідь.
- Часто в будинку немає окремої ліжка для гостя, і йому доводиться спати на не дуже зручному дивані або на підлозі в спальному мішку.
- Багато людей бояться гостювати у незнайомих людей або пускати незнайомців до себе додому (але ж вони найімовірніше і не братимуть участь у описуваної практиці).

## Безпека
Оскільки використання таких мереж передбачає дуже швидкий перехід від спілкування в інтернеті до близького спілкування в реальному житті, то безпеці приділяється велика увага. Основними інструментами забезпечення безпеки є:
- Наявність відгуків інших користувачів. Перед тим, як зустрітися з незнайомим учасником, можна прочитати, що про нього думають інші члени співтовариства.
- Запис переговорів через сайт адміністрацією сайту.
- Вказівка учасниками своїх паспортних даних.

Також рекомендується перед поїздкою познайомитися з більш ніж одним місцевим членом мережі, щоб у разі виникнення проблем можна було звернутися до них.

## Реалізації концепції
Існує безліч мереж гостинності. Зараз більшість з них має свої сайти в мережі Інтернет. Мережі відрізняються один від одного кількістю членів, спрямованістю, пристроєм сайтів. Багато людей є одночасно членами відразу декількох мереж гостинності. Залежно від країни та чи інша мережа може бути більш популярною.
Загальні мережі гостинності:
- CouchSurfing
- Hospitality Club

Спеціалізовані:
- Warm
- Showers — мережа, орієнтована на велосипедистів-мандрівників.
- Pasporta Servo — мережа обміну гостинністю серед есперантистів. < br>

Комерційні:
- Airbnb — онлайн-майданчик для короткострокової оренди приватного житла по всьому світу.